# Sigurd Hofmann

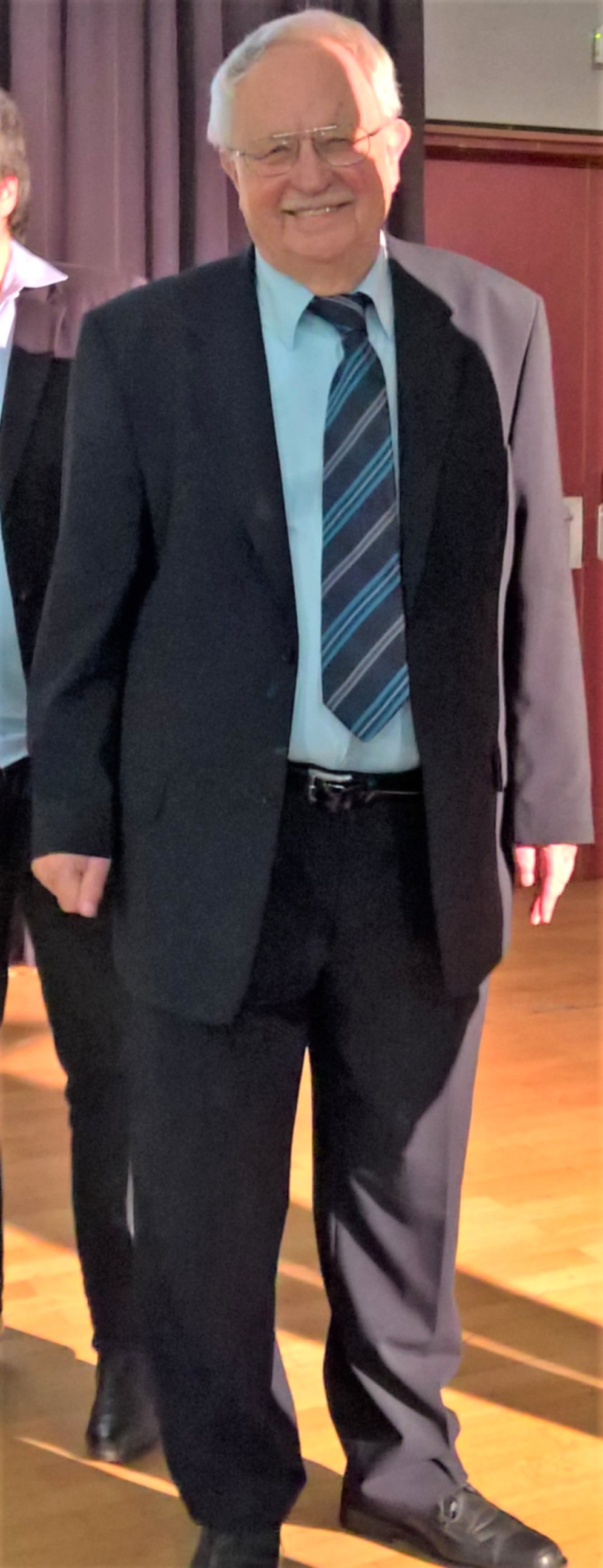
Sigurd Hofmann anlässlich seines Festvortrages zu 150 Jahren Gymnasium in Groß-Umstadt

Sigurd Hofmann (* 15. Februar 1944 in Böhmisch-Kamnitz, Reichsgau Sudetenland; † 17. Juni 2022) war ein deutscher Physiker und Hochschullehrer.
Zu seinen Entdeckungen gehört ein bis 1981 unbekannter Zerfallsmechanismus der Protonen-Radioaktivität (Protonenemission) und die Synthese der neuen chemischen Elemente Bohrium, Hassium und Meitnerium zwischen 1981 und 1984 mit Hilfe eigens entwickelter neuer Halbleiter-Detektoren sowie die Entdeckung der Elemente Darmstadtium, Roentgenium und Copernicium in den Jahren 1994 bis 1996. Er prägte maßgeblich die Schwerionen-Forschung an der GSI in Darmstadt.

## Biografie
Hofmann entdeckte seine Liebe zur Physik am heutigen Max-Planck-Gymnasium in Groß-Umstadt, wo er 1963 seine Reifeprüfung ablegte. Er studierte Physik an der TH Darmstadt, jetzt TU Darmstadt (Diplom 1969 und Promotion zum Doktor der Naturwissenschaften am Institut für Kernphysik bei Egbert Kankeleit und Karl Wien, 1974).
Er war von 1974 bis 1989 als Physiker in der Abteilung Kernchemie II von Peter Armbruster verantwortlich für den Nachweis der am Geschwindigkeits-Separator SHIP durch Kernfusion erzeugten Atomkerne. Er arbeitete fast 50 Jahre am GSI Helmholtzzentrum für Schwerionenforschung in Darmstadt.
Sigurd Hofmann war leitender Wissenschaftler bei der Entdeckung der chemischen Elemente Darmstadtium (Ds, Ordnungszahl 110), Roentgenium (Rg, 111) und Copernicium (Cn, 112). Er hatte wesentlichen Anteil bei der Synthese der Elemente Bohrium (Bh, 107), Hassium (Hs, 108)  und Meitnerium (Mt, 109).
Er war an der Entdeckung des Elementes Flerovium (Fl, 114) am Flerov Laboratory of Nuclear Reactions (FLNR) in Dubna, Russland, beteiligt und seine Forschungsgruppe bestätigte die Richtigkeit der am FLNR gemessenen Daten zur Synthese der Elemente Flerovium und Livermorium (Lv, 116). Er identifizierte mehrere neue Isotope entlang der Protonen-Driplinie, darunter den ersten Fall radioaktiver Emission von Protonen aus dem Grundzustand durch Nachweis des neutronenarmen Isotopes 151Lu. Seine Spezialgebiete waren Kernspektroskopie und Schwerionenreaktionen.
Ab 1989 leitete er nach Gottfried Münzenberg die Experimente zur Erzeugung neuer Elemente am SHIP bei der GSI. Er war ab 1998 Honorarprofessor an der Goethe-Universität in Frankfurt am Main, inklusive der Josef-Buchmann-Professur 2004-2008, und hatte ab 2009 eine Helmholtz-Professur.
Er war nicht nur für seine wissenschaftlichen Leistungen, sondern auch für seine Wissensvermittlung an ein breites Publikum bekannt, u. a. als „Bekennender Heiner“ bei populärwissenschaftlichen Vorträgen in der Darmstädter Ziegelhütte. Dabei konnte er ein mitreißendes Bild der modernen Physik, aber auch zu den großen Fragestellungen der Kosmologie und der Elementsynthese in Sternen entwickeln.

## Auszeichnungen
- 1984 Physikpreis der Deutschen Physikalischen Gesellschaft (zusammen mit Gottfried Münzenberg, Willibrord Reisdorf und Karl-Heinz Schmidt)
- 1996 Otto-Hahn-Preis der Stadt Frankfurt am Main (zusammen mit Gottfried Münzenberg)
- 1996 Dr. h. c. der Fakultät für Mathematik und Physik der Comenius-Universität in Bratislava, Slowakei
- 1997 G.N. Flerov Preis des Joint Institute for Nuclear Research (JINR) in Dubna, Russland
- 1998 Honorarprofessor der Goethe-Universität in Frankfurt am Main
- 1998 SUN-AMCO Medaille der International Union of Pure and Applied Physics
- 2001 Dr. h. c. des Joint Institute for Nuclear Research (JINR) in Dubna, Russland
- 2002 Erster Preis des Joint Institute for Nuclear Research (JINR) in Dubna, Russland
- 2004 Professor Laureatus der Josef-Buchmann-Stiftung am Fachbereich Physik der Goethe-Universität in Frankfurt am Main
- 2006 Röntgen-Plakette der Stadt Remscheid-Lennep
- 2009 Helmholtz-Professor der Helmholtz-Gemeinschaft Deutscher Forschungszentren (HGF)
- 2011 Nikolaus-Kopernikus-Medaille der Polnischen Akademie der Wissenschaften in Warschau, Polen
- 2011 Medaille der Stadt Toruń und Nikolaus-Kopernikus-Universität Toruń, Polen

## Mitgliedschaften
- Deutsche Physikalische Gesellschaft
- Auswärtiges Mitglied der Russischen Akademie der Naturwissenschaften
- 2011 Ordentliches Mitglied der Academia Europaea[11]
- Auswärtiges Mitglied der Polnischen Akademie der Künste und Wissenschaften